# Klostermuseum Ochsenhausen
Das Klostermuseum Ochsenhausen ist ein Museum über die ehemalige Reichsabtei Ochsenhausen. Es wurde im August 1999 eröffnet und befindet sich im Fürstenbau des ehemaligen Klosters unter der Trägerschaft der römisch-katholischen Kirchengemeinde Ochsenhausen, Seelsorgeeinheit St. Benedikt, der Stadt Ochsenhausen und des Bundeslandes Baden-Württemberg.

## Geschichte

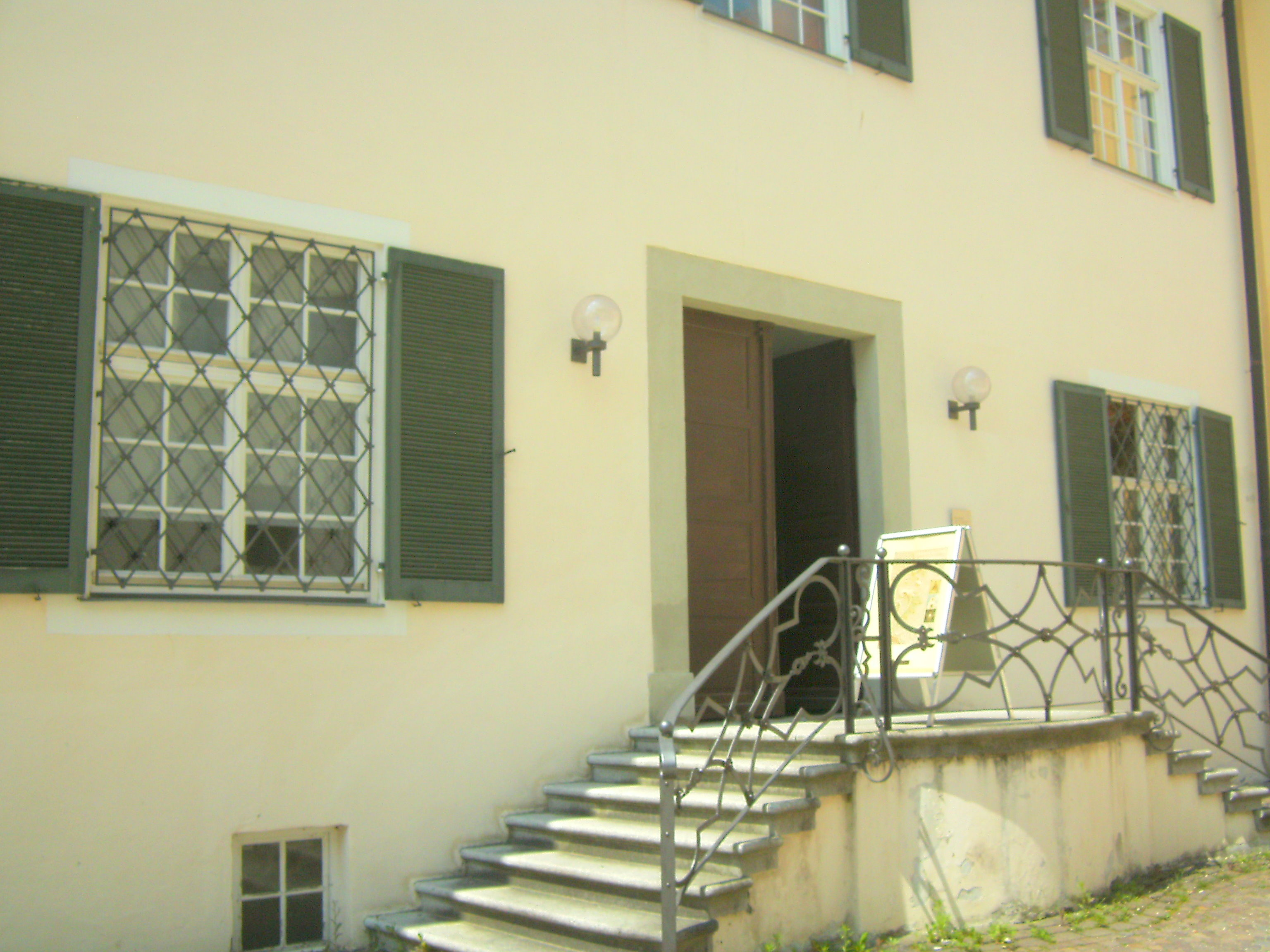
Eingang Fürstenbau

Der Südflügel des Fürstenbaus, in dem sich das Museum  befindet, war der frühere Gastbau des Klosters. Die Museumsräume dienten einst als Empfangsräume des Klosters und gehören zu den repräsentativen Teilen der Anlage.

## Ausstellung
Auf zwei Stockwerken und einer Ausstellungsfläche von 500 Quadratmetern zeigt das Museum die Geschichte des Klosters Ochsenhausen von der Weihe der ersten Klosterkirche im Jahre 1093 bis zur Aufhebung des Klosters und zum Verkauf an den König von Württemberg im Jahre 1825. Ein überlebensgroßer geschnitzter Heiliger Georg, eine Turmmonstranz aus Silber, Ornate und weitere liturgische Geräte stehen im Mittelpunkt des Museums. Auch Aktenschränke und der Sekretär des letzten Abtes Romuald Weltin sind zu sehen.
Utinam pedestris und wenn es doch nur eine Fußprozession wäre, kritzelte ein Mönch auf die Prozessionsordnung des alljährlichen vielstündigen Georgirittes mit 600 Reitern. Diese originale Prozessionsordnung ist ebenfalls im Museum ausgestellt, ebenso der von Basilius Perger Mechanikus und Mönch entworfene und von dem Hammerschmied Alois Weishaupt gebaute Azimutalquadrant, (um eine senkrechte Achse drehbar, praktisch 360° sind beobachtbar) mit einem Radius von etwa drei Metern um die drehbare Kuppel im südlichen Eckturm des Konventgebäudes, das 1788 zur Sternwarte umgebaut wurde. In dieser Größe und Ausführung gab und gibt es damals wie heute wenige vergleichbare Quadranten. Mit dem Quadranten werden Himmelskörper bestimmt und außergewöhnliche Himmelsereignisse berechnet.